# Kalenga (Tansania)
Kalenga ist ein Ort und ein Verwaltungsbezirk (englisch Ward) des Distrikts Iringa in der tansanischen Region Iringa.

## Geografie
Kalenga liegt im südlichen Hochland von Tansania etwa 10 Kilometer Luftlinie westlich der Regionshauptstadt Iringa. Die Entwässerung des Gebietes erfolgt durch den Fluss Ruaha. Der Bezirk grenzt im Norden an Isakalilo, im Osten an Kitwiru und Mseke, im Süden an Masaka und im Westen an Ulanda. Bei der Volkszählung 2022 lebten 11.491 Menschen in 3002 Haushalten auf einer Fläche von 45 Quadratkilometern.

## Geschichte
In Kalenga befand sich die Festung der Hehe, von der aus ihr Häuptling Chief Mkwawa den Kampf gegen die Deutschen Besatzer führte. Die Festung wurde 1894 von den Deutschen eingenommen. Daran erinnert heute des Museum in Kalenga.

## Gliederung
Der Bezirk besteht aus drei Gemeinden (swahili Mtaa) mit 16 Orten (Kitongoji):
| Tosamaganga - Unyangwila - Irangi - Mabanda - Tosa Kilimani - Ipamba | Kalenga - Lipuli - Galinoma - Mwambao - Igawa - Kidope - Wangi - Maktaba - Ilundimembe | Isakalilo - Isakalilo A - Isakalilo B - Isakalilo C |

## Infrastruktur
- Bildung: In Kalenga befinden sich drei weiterführende Schulen.[11] Die Lipuli Secondary School und die Tosamaganga Secondary School sind staatliche Schulen. Jene bildet Tagesschüler bis zur 4. Stufe aus,[12] diese ist eine Internatsschule mit einer Ausbildung bis zur 6. Stufe.[13] Die St. Dominic Savio Secondary School ist eine von der katholischen Kirche betriebene Internatsschule mit einer Ausbildung bis zur 4. Stufe.[14]
- Gesundheit: Im Bezirk liegen ein privates Regionalkrankenhaus,[15] eine private Dialyseklinik[16] und eine staatliche Apotheke.[17]

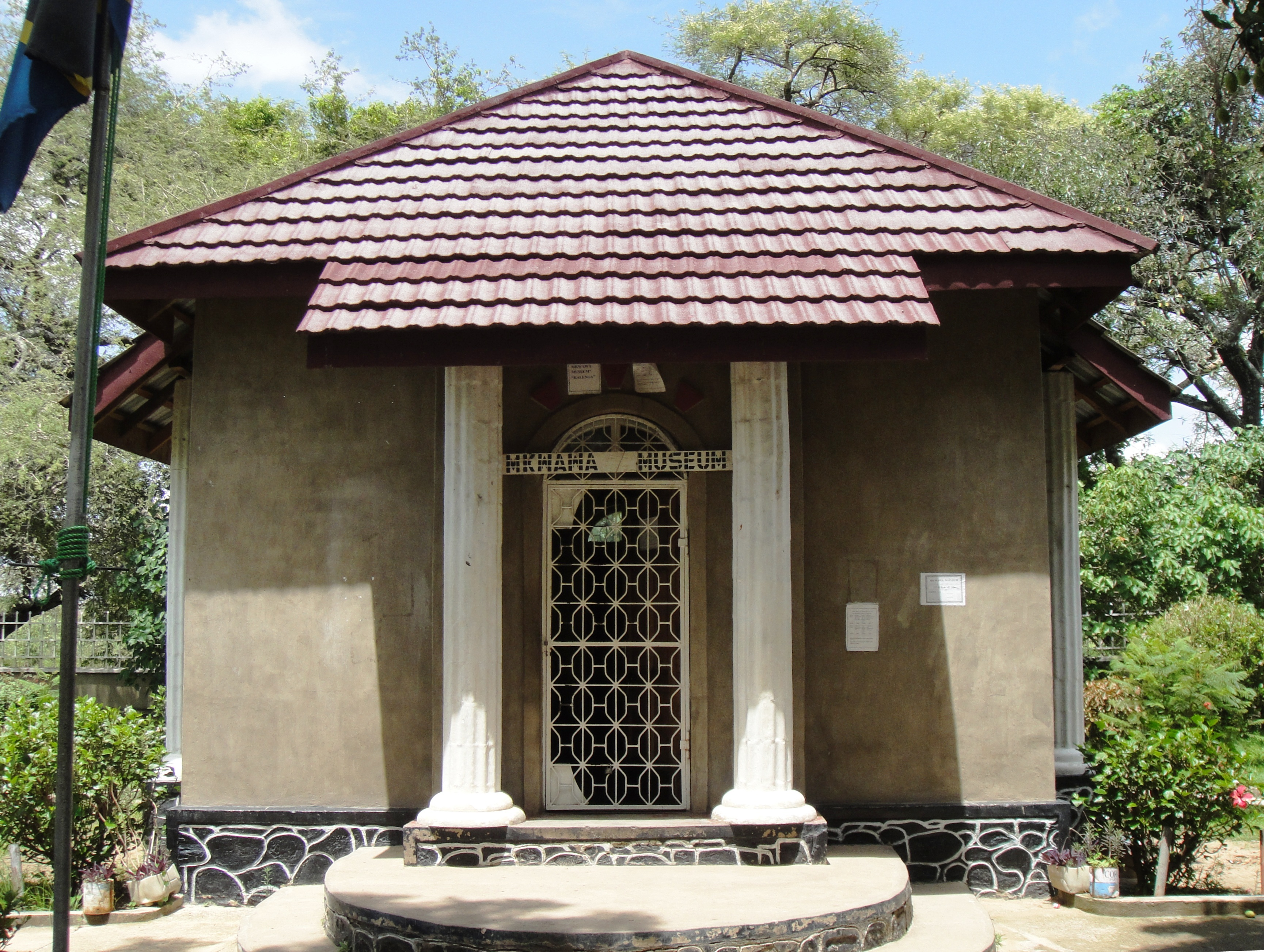
Kalenga-Museum

## Sehenswürdigkeiten
Das kleine Museum in Kalenga, der ehemaligen Hauptstadt der Hehe, enthält den Schädel und persönliche Gegenstände des Häuptlings Mkwawa.